# Насекомоядные растения

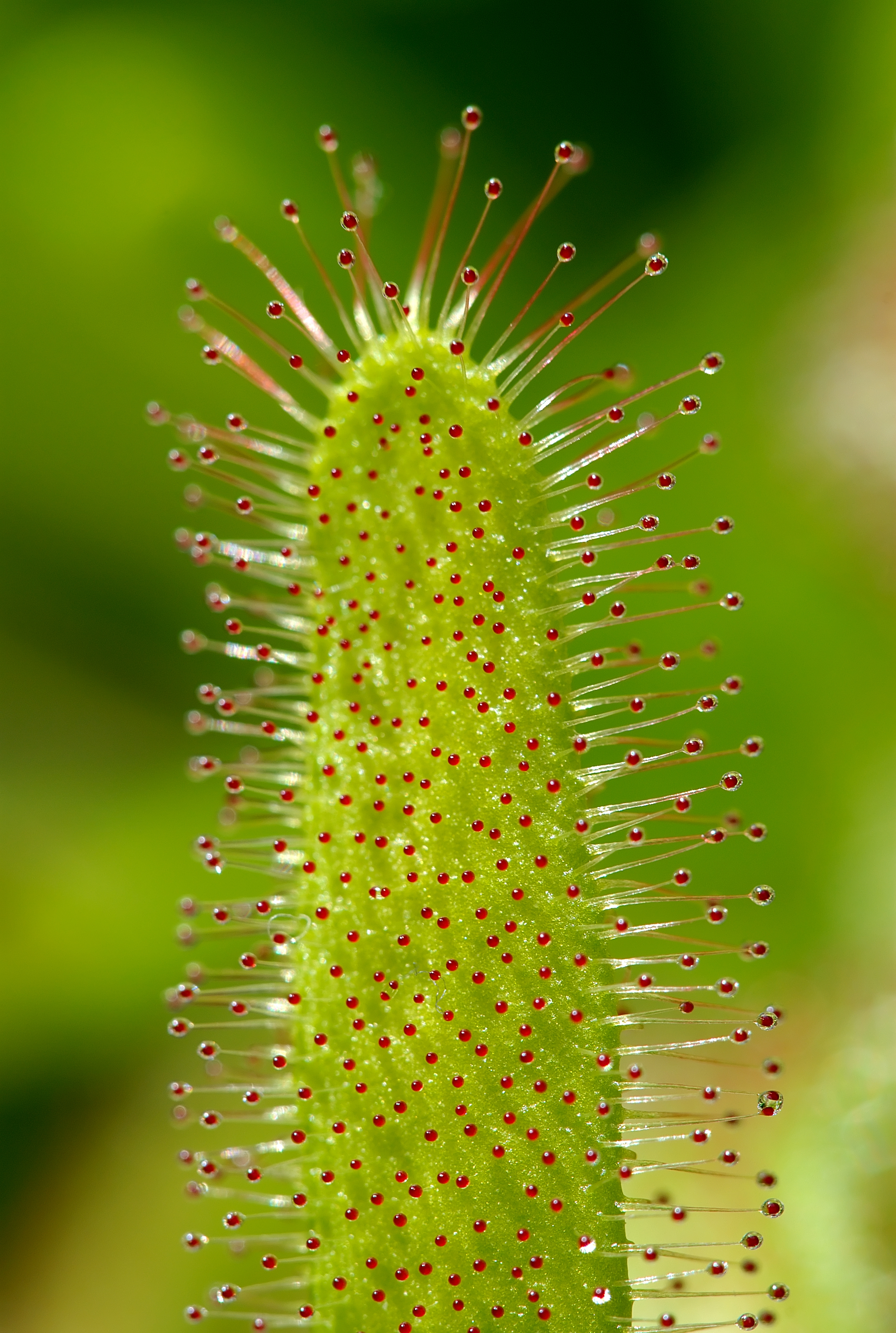
Росянка капская, один из видов росянки

Насекомоя́дные расте́ния (используются также термины хи́щные растения и плотоя́дные растения) — собирательное название около 600 видов растений из 19 семейств, которые приспособились к ловле и перевариванию небольших животных, в основном насекомых. Таким образом, они дополняют своё автотрофное питание (фотосинтез) одной из форм гетеротрофного питания. В результате насекомоядные растения меньше зависят от почвенного неорганического азота, необходимого для синтеза их собственных белков.
Насекомоядные — преимущественно многолетние травянистые растения, встречающиеся во всех частях света. На территории СНГ встречаются 18 видов из четырёх родов, относящихся к двум семействам: Росянковые и Пузырчатковые.
Считается, что истинные насекомоядные растения эволюционировали независимо друг от друга в пяти различных группах цветковых растений.

## Исторические сведения и изучение
Насекомоядные растения стали известны в XVIII столетии. Самое первое точное ботаническое описание венериной мухоловки (Dionaea muscipula) сделал английский натуралист Джон Эллис в письме к Карлу Линнею в 1769 году. Так, в этом послании он впервые высказал предположение, что пойманные насекомые служат пищей для растений.
В 1782 году немецкий врач Альбрехт Вильгельм Рот описал своеобразные движения, совершаемые листьями росянки для ловли насекомых, и развил гипотезу Эллиса, согласно которой такие растения питаются беспозвоночными.
В 1791 году Уильям Бартрам в книге о своих путешествиях по штатам Северной Америки описал растения рода Sarracenia, имевшие листья-кувшинчики для ловли насекомых. Он же впервые употребил термин «плотоядные растения».
В начале XIX века был описан ряд новых родов и видов, относящихся к данной группе растений. Так, Питер Виллем Корталс в 1835 году описал явление насекомоядности у растений рода Непентес (Nepenthes).
Вскоре появились работы, посвящённые глубокому изучению особенностей подобных растений. В 1861 году Оже де Ляссю описал чувствительность к прикосновениям и движения листьев растений рода Альдрованда (Aldrovanda). В 1868 году американский учёный Уильям Кэнби впервые указал на пищеварительные свойства сока, выделяемого железами на листьях венериной мухоловки.
Следующим этапом в изучении насекомоядных растений стала исследовательская работа Чарльза Дарвина, которая началась с наблюдений за росянками в 1860 году. Тогда же Дарвин поставил ряд лабораторных опытов, переросших в исследование. Он изучал «вкусы» растений и составлял их «меню». Особое внимание Дарвина привлекли способность растений переваривать пищу, их хватательные движения, высокая чувствительность к прикосновениям — то есть свойства, схожие с таковыми у животных. Впоследствии эти опыты стали серьёзной научной работой, вобравшей в себя множество уникальных наблюдений и смелых, но разумных выводов.
Эта работа так захватила Дарвина, что в письме к Лайелю он признавался:

В настоящее время Drosera интересует меня больше, чем происхождение всех видов на свете.
Дарвин долгое время не решался опубликовать результаты своих исследований. Лишь через 15 лет, когда они были дополнены другими исследователями, он издал книгу «Insectivorous Plants» (1875). Второе издание «Насекомоядных растений» с большими дополнениями, написанными его сыном, вышло после смерти Дарвина, в 1888 году.
Работа Чарльза Дарвина стала переломным пунктом в исследованиях насекомоядных растений. Как пишет К. Гёбель (1893),

<…> едва ли какой-нибудь другой отдел ботаники в новейшее время привлекал к себе внимание более широких кругов, чем так называемые насекомоядные растения. Причиною этого была в особенности обширная работа Дарвина, давшая толчок к появлению многочисленных других работ.

Однако эта работа не сразу нашла признание среди учёных своего времени и подверглась жестокой критике, в большинстве случаев из-за их принципиальных расхождений с новой эволюционной теорией Дарвина. Директор Петербургского ботанического сада Э. Регель (1879) выразил мнение, что утверждение Дарвина о существовании в природе насекомоядных растений принадлежит к числу теорий,

над которыми всякий здравомыслящий ботаник и естествоиспытатель просто смеялся бы, если бы оно не исходило от прославленного Дарвина. Мы надеемся, что холодный разум (der kuhle Verstand) и основательное наблюдение наших немецких исследователей скоро забросят эту теорию, подобно теориям первичного зарождения, партеногенеза, чередования поколений и т. п., в ящик научного хлама, который сами бывшие последователи таких теорий меньше всех захотят когда-либо открыть.

Однако до сих пор фундаментальная работа Дарвина является крупнейшим вкладом в изучение насекомоядных растений.

## Эволюция

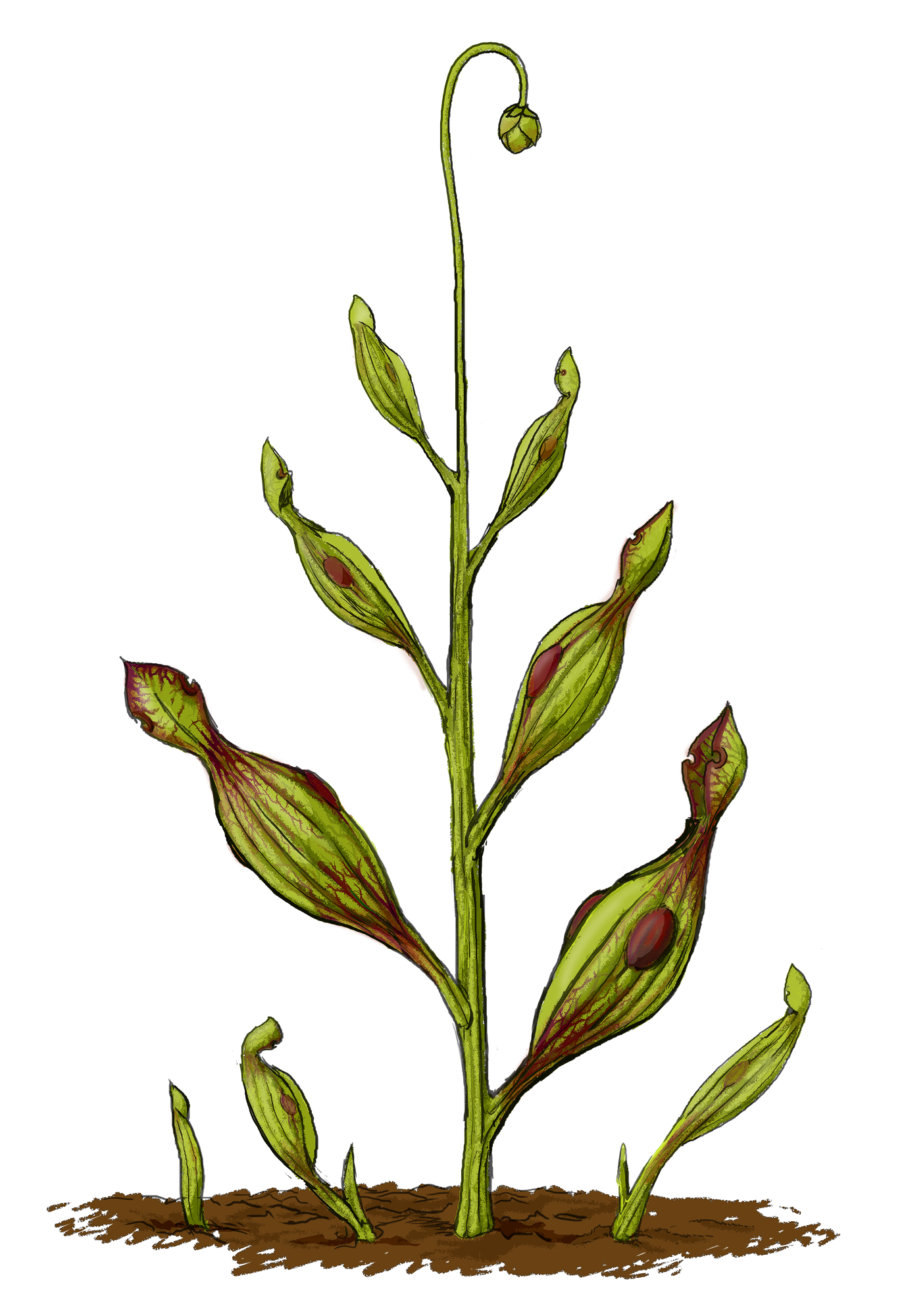
Одно из первых насекомоядных растений Archaeamphora longicervia из семейства Sarraceniaceae (реконструкция по ископаемому отпечатку)

Данные об эволюции насекомоядных растений крайне скудны из-за малого числа ископаемых останков последних. Окаменелостей, бо́льшая часть которых представлена семенами или пыльцой, найдено недостаточно. Большинство представителей насекомоядных, будучи травянистыми растениями, лишены плотных структур, таких как кора или древесина, и сами ловчие образования, вероятно, не сохранились в виде окаменелостей.

## Ботаническое описание
Насекомоядные — преимущественно многолетние травянистые растения, но также встречаются полукустарники и небольшие кустарники.
Самое крупное известное насекомоядное растение — библис гигантский (Byblis gigantea), небольшой (до полуметра) кустарник из семейства Библисовые, произрастающий в Австралии. В него попадаются не только насекомые, но также улитки и даже лягушки и ящерицы. Непентесы — тропические лианы с одревесневшим стеблем, вырастают до 4 м в длину (Непентес крылатый). Есть виды непентесов, которые привлекают нектаром мелких млекопитающих и используют их экскременты как удобрения.
Обитают преимущественно на заболоченных лугах и болотах, в воде пресных водоёмов. Росолист (Drosophyllum), полукустарник высотой до 30 см, произрастающий на сухих песках в Северной Африке и на Пиренейском полуострове. Местные крестьяне издавна используют это растение вместо липкой бумаги от мух, развешивая его внутри домов.
Используют животных как дополнительный источник фосфора, калия и других элементов. Насекомых ловят при помощи видоизменённых листьев — ловчих органов. Привлекают насекомых окраской, запахом или сладкими выделениями. На поверхности листьев имеются железы, выделяющие пищеварительные ферменты: пепсин и органические кислоты (муравьиную, бензойную и другие), которые переваривают пойманную жертву, расщепляя животные белки. Образующиеся в результате такого внеклеточного пищеварения продукты, в основном аминокислоты, всасываются и усваиваются.
Корневая система у наземных насекомоядных растений развита слабо, у водных обычно редуцирована. Однако все подобные растения могут существовать за счёт веществ, впитываемых из почвы или воды. Дополнительное питание животной пищей ускоряет развитие растений, способствует их переходу к цветению и плодоношению.

## Распространение
Насекомоядные растения являются космополитами — они встречаются во всех экосистемах, где могут произрастать цветковые растения: от Арктики до тропиков и от уровня моря до альпийского пояса гор. Они известны на всех обитаемых континентах, с преимущественным распространением в областях с тёплым, умеренным и тропическим климатом.
На территории России и сопредельных стран в диком виде произрастают следующие насекомоядные растения:
- Пять вида рода Росянка (Drosera), растущие на торфяных (обычно сфагновых) болотах, — Росянка Кьельмана (Drosera kihlmanii) ,Росянка промежуточная (Drosera intermedia) ,Росянка круглолистная, или обыкновенная (Drosera rotundifolia), Росянка английская, или длиннолистная (Drosera anglica) и гибрид двух последних, Росянка обратнояйцевидная (Drosera obovata).
- Альдрованда пузырчатая (Aldrovanda vesiculosa). Водное растение, встречается в центральных районах европейской части России, на Кавказе и Дальнем Востоке России.
- Пять вида рода Пузырчатка (Utricularia): Пузырчатка южная (Utricularia australis), Пузырчатка средняя (Utricularia intermedia), Пузырчатка крупнокорневая (Utricularia macrorhiza), Пузырчатка малая (Utricularia minor), Пузырчатка обыкновенная (Utricularia vulgaris). Встречаются практически по всей стране (за исключением районов Крайнего Севера) в канавах, болотах, по мелководным местам прудов и озёр.
- Шесть видов рода Жирянка (Pinguicula):Жирянка альпийская (Pinguicula alpina), Жирянка лопатчатая (Pinguicula spathulata), Жирянка волосистая (Pinguicula villosa), Жирянка обыкновенная (Pinguicula vulgaris). Встречаются по берегам ручьёв, на сфагновых болотах, некоторые как эпифиты на мхах и деревьях.

## Механизмы и типы ловушек

### Механизмы ловли

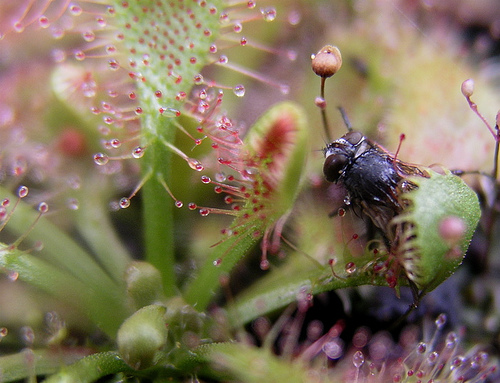
Один из видов росянки, переваривающий муху

Все насекомоядные растения можно условно разделить на две группы по механизму ловли:
- активно ловящие — с активно движущимися органами для ловли насекомых (росянка, мухоловка);
- пассивно ловящие;
  - со слизистыми и клейкими выделениями на листьях, улавливающими насекомых (росолист, жирянка);
  - с ловушками — кувшинчиками, пузырьками и тому подобным (пузырчатка, непентес, генлисия, саррацения, цефалот).

### Типы ловушек
Растения используют пять основных типов ловушек для ловли добычи:
- ловчие листья в форме кувшинов;
- листья, которые смыкаются в виде капканов;
- липкие ловушки;
- засасывающие ловушки;
- ловушка типа крабовой клешни.

Тип ловушки не зависит от принадлежности растения к определённому семейству.

## Потеря хищничества

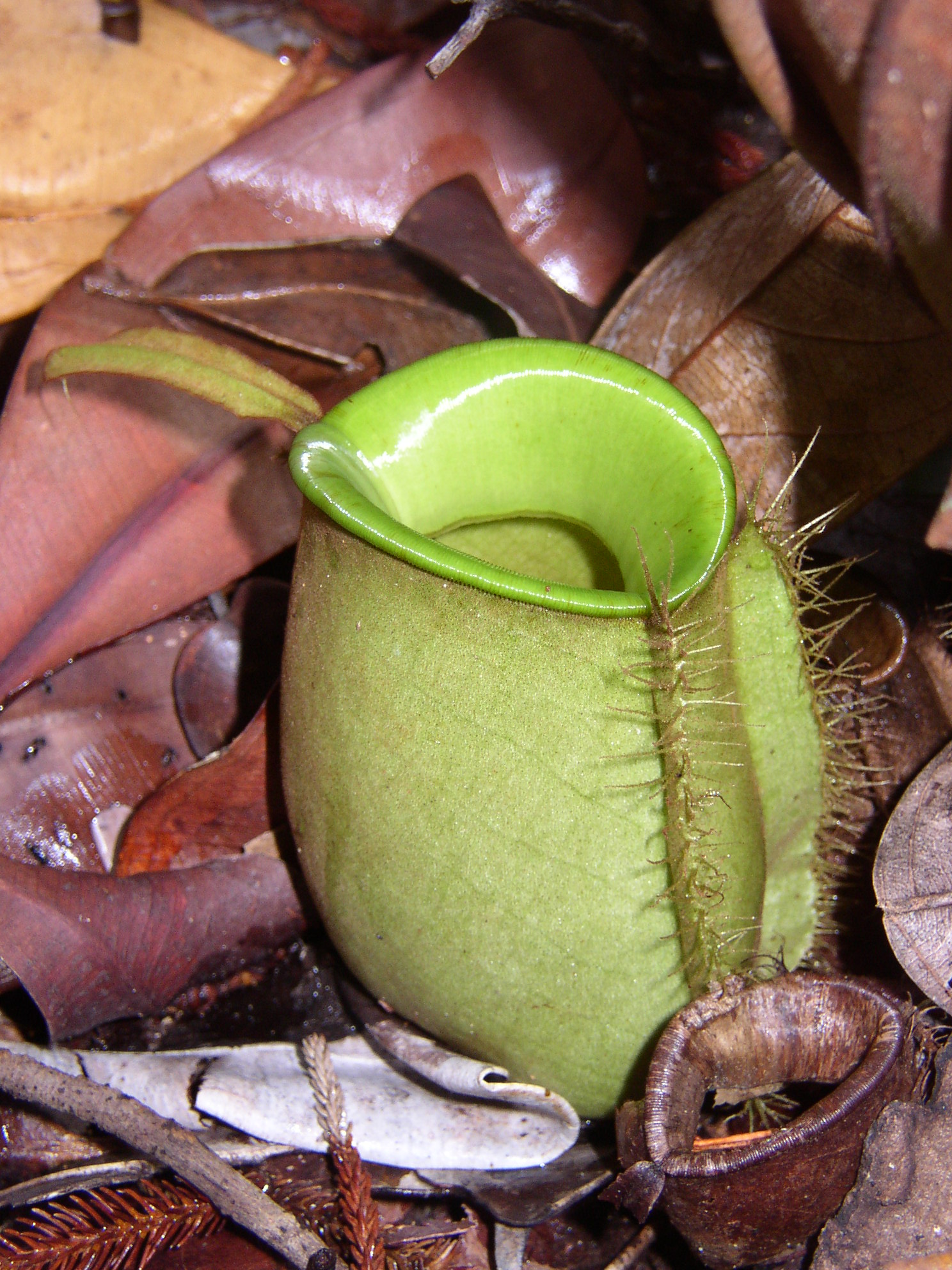
Непентес кувшинчиковый хорошо приспособлен для захвата палой листвы

Многие виды растений могут быть отнесены к протонасекомоядным или паранасекомоядным. Протонасекомоядными называют растения, которые могут извлекать из прилипших к их поверхности насекомых необходимые им питательные вещества; однако они в отличие от насекомоядных растений лишены специальных ловчих приспособлений и не имеют привлекающего запаха и секреторных желёз. Протонасекомоядность обычна для растений с железистым опушением (ибицелла жёлтая, некоторые виды лапчаток, гераней) и липкими стеблями (смолка). Паранасекомоядные растения частично утратили способность к ловле и перевариванию небольших животных и в ходе эволюции приспособились использовать иные источники питательных веществ. Одним из таких растений является Непентес кувшинчиковый (Nepenthes ampullaria), который наряду с привлечением, ловлей и перевариванием членистоногих обладает способностью к получению питательных веществ из опадающих листьев других растений, попадающих в его ловчий «кувшинчик». Другим примером может служить Непентес Лоу (Nepenthes lowii). Предварительные исследования показали, что этот вид предположительно приспособился к «ловле» помёта птиц, питающихся его нектаром и сладкими выделениями. Непентес Аттенборо (Nepenthes attenboroughii), произрастающий на Филиппинах, синтезирует сладкий нектар на крышке кувшинчика. Этим нектаром любят лакомиться мелкие зверьки — тупайи, которые используют эти кувшинчики в качестве туалета. Из фекалий животного насекомоядное растение получает азот и фосфор — и вырабатывает новую порцию привлекающего нектара, завершая цикл.
Пузырчатка пурпурная (Utricularia purpurea) частично утратила способность к ловле добычи. В то же время она выработала мутуалистические отношения, предоставляя свои пузырьки для обитания водорослей и зоопланктона.

## Культивирование

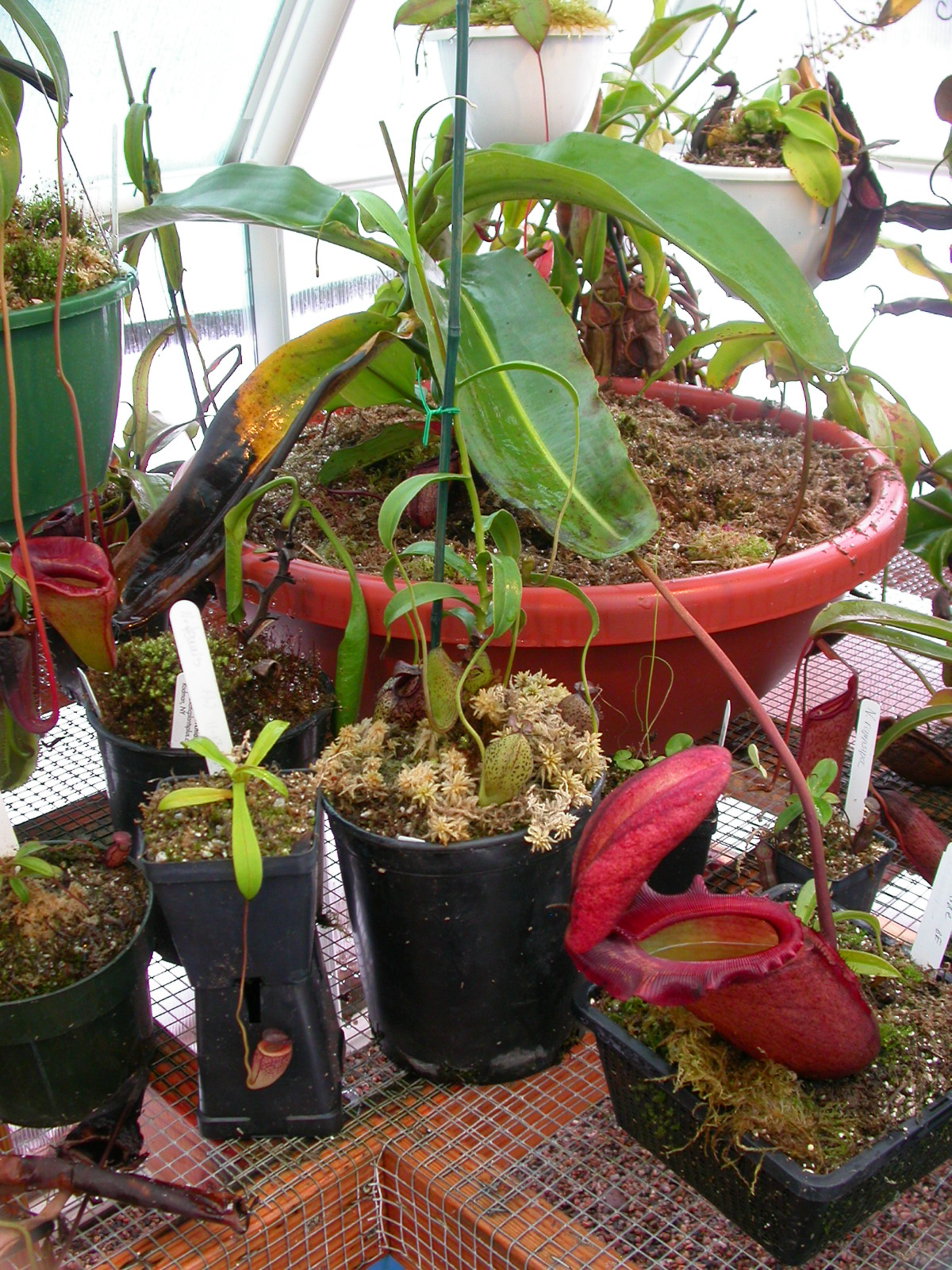
Непентес Раджа и другие виды, произрастающие в искусственных условиях.

Хотя различные виды плотоядных растений по-разному требовательны к освещению, влажности воздуха и почвы, их объединяют некоторые общие черты.

### Полив
Большинству плотоядных растений требуется дождевая или другая специально подготовленная деминерализованная вода со слабо-кислой, практически нейтральной средой (pH около 6,5).
Обычная водопроводная или питьевая вода содержит минеральные соли (в частности, соли кальция), которые быстро накапливаются в тканях и могут уничтожить растение. Это связано с тем, что большинство плотоядных растений произрастают на кислых почвах, бедных питательными веществами и, следовательно, крайне чувствительны к избытку кальция и чрезмерному количеству питательных веществ. Поскольку большинство из этих растений произрастают в болотистых местностях, почти все они влаголюбивы и не переносят засуху. Хотя есть исключения, например: клубневые росянки, которым необходим сухой (летний) период покоя, и росолист лузитанский (Drosophyllum lusitanicum), произрастающий в аридных условиях.

### «Кормление»
Выращенные на открытом воздухе растения сами в состоянии обеспечить себя необходимым количеством насекомых. Насекомые могут быть поданы на растения вручную, чтобы дополнить их рацион. Однако плотоядные растения, как правило, не в состоянии переварить большое количество еды, которая может загнить в ловушке, что, в свою очередь, может привести к гибели растения. Небольшие плотоядные животные, например, некоторые виды муравьёв и пауков, ныряют прямо в пищеварительный сок и поедают пойманную растением добычу, тем самым облегчая растению пищеварение.
Плотоядное растение, которое не ловит насекомых, редко погибает, хотя его рост может быть замедлен. В общем, эти растения лучше всего оставить на произвол судьбы. После полива водопроводной водой, наиболее распространённой причиной гибели венериной мухоловки является механическое воздействие на ловушки с целью их рассмотрения вблизи и «кормление» их, например, сыром или другими продуктами.

### Освещённость
Большинство плотоядных растений требуют яркого света, и большинство будет выглядеть лучше при таких условиях, так как это подталкивает их к синтезу красных и пурпурных пигментов — антоцианов. Nepenthes и Pinguicula лучше растут в условиях высокой интенсивности ультрафиолетового излучения, однако для большинства других видов приемлемым условием является прямой солнечный свет.

### Влажность
Хищные растения в основном растут на болотах, а следовательно, требуют высокой влажности воздуха. В небольших масштабах это может быть достигнуто путём размещения горшка с растением на широком подносе с галькой, которая постоянно увлажняется. Малые виды непентесов хорошо растут в больших террариумах.

### Температура
Многие плотоядные растения происходят из холодных регионов с умеренным климатом и могут выращиваться на улице круглый год. Большинство Sarracenia может мириться с температурой ниже точки замерзания, несмотря на это большинство видов являются туземными на юго-востоке США. Виды Drosera и Pinguicula также могут переносить пониженные температуры. Nepenthes относятся к тропическим видам, для цветения требующим температуры от +20 до +30 °C.

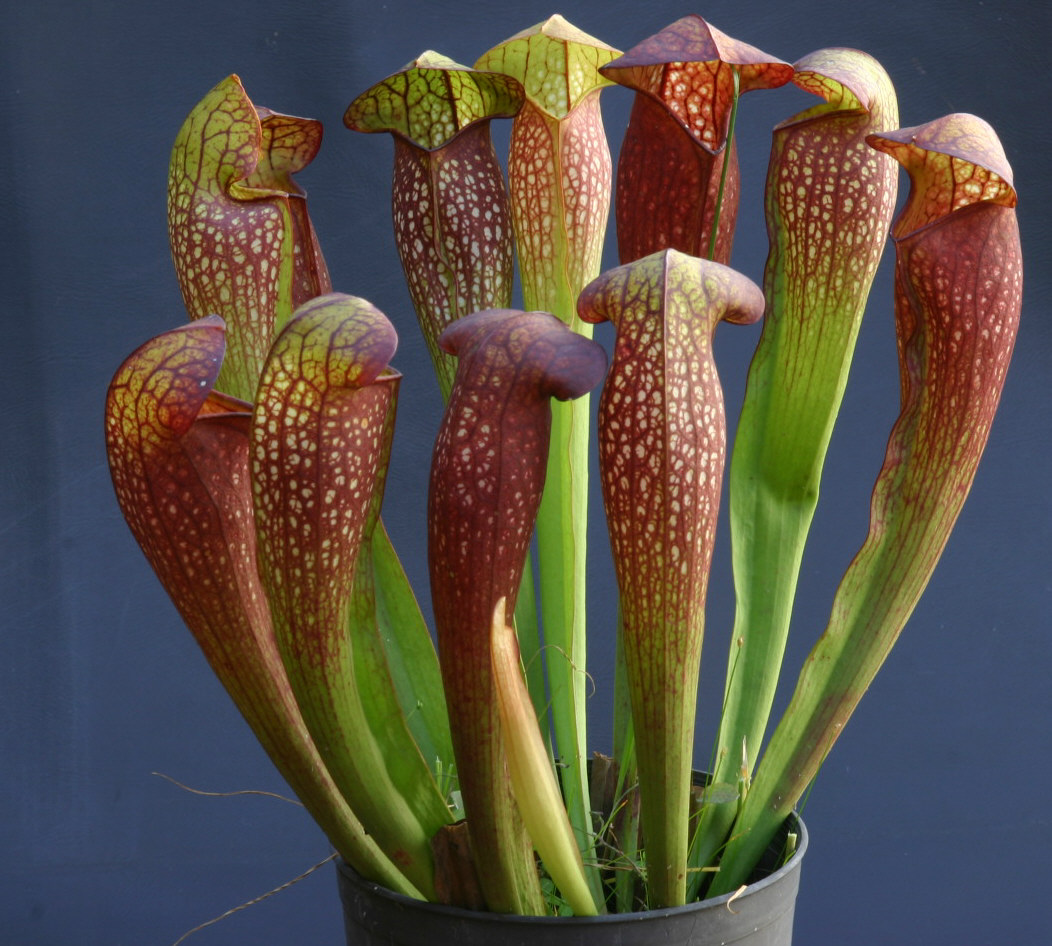
Гибрид саррацении

Многие выведенные гибриды саррацении являются весьма неприхотливыми, в частности, они довольно нетребовательны к содержанию питательных веществ в почве. Большинство ценят 3:1 смесь торфа Sphagnum к песку (кокосовая стружка является приемлемой и более экологичной заменой торфа). Nepenthes орхидеи будут расти в компосте или в чистом сфагновом мхе.

### Вредители
Плотоядные растения сами по себе являются чувствительными к заражению паразитами, такими как тля или червецы. Чаще всего вредители могут быть удалены вручную, тем не менее, в случае массовой инфестации (заражении) требуется использование инсектицидов. Изопропиловый спирт является эффективным инсектицидом для местного применения, в частности в случае заражения червецами. Другим неплохим системным инсектицидом, не наносящим вреда самому растению, является Диазинон. Здесь также можно отметить такие препараты, как Малатион и Acephate (Orthene).
Хотя насекомые могут причинить немалый вред растению, тем не менее, при культивировании главным образом необходимо остерегаться появления серой плесени (Botrytis cinerea), которая часто возникает во влажных и тёплых условиях, особенно в зимний период. Для борьбы с плесенью необходима вентиляция и прохладные условия содержания растения в зимний период, а также постоянное удаление отмерших и опавших листьев. В качестве крайней меры следует прибегнуть к фунгицидам.
Начинающим цветоводам можно порекомендовать виды, происходящие из условий умеренно-прохладного климата, в тепличных условиях (минимум 5 °C в зимнее время, максимальная +25 °C летом) такие растения будут неплохо себя чувствовать в широких лотках с дождевой или подкисленной водой в летний период, и в условиях влажного воздуха зимой.
- Drosera capensis, росянка Кабо: тонколистная росянка, розовые цветки, весьма неприхотлива.
- Drosera binata, тонколистная росянка: большие Y-образные листья.
- Sarracenia flava (жёлтая мухоловка)[16]: пустотелые листья с внутренним узором, жёлтые цветы весной.
- Жирянка крупноцветковая (Pinguicula grandiflora), жирянка обыкновенная (Pinguicula vulgaris): фиолетовые цветы весной, зимует в стадии бутона (Hibernaculum). Вынослива.
- Pinguicula moranensis (мексиканская жирянка, жирянка моранская): розовые цветы, не плотоядное, хорошо зимует.

Венерина мухоловка может жить в этих условиях, но на самом деле довольно трудно растёт: несмотря на хороший уход, зимой она часто подвергается заражению серой плесенью, даже если хорошо проветривается.
Некоторые из низинных непентесов (Nepenthes) очень быстро растут в относительно постоянных тёплых и влажных условиях.